# إدوارد ويبر
إدوارد ويبر (بالألمانية: Eduard Friedrich Weber) (و. 1806 – 1871 م) هو فيزيائي، وعالم وظائف الأعضاء، وعالم تشريح، وأستاذ جامعي من ألمانيا . ولد في فيتنبرغ . وكان عضواً في الأكاديمية البروسية للعلوم .
توفي في لايبزيغ، عن عمر يناهز 65 عاماً.

## التعليم
تعلم في جامعة هاله

## مناصب وهيئات
أدار جامعة لايبتزغ.